# Det Nationale VidenCenter for e-læring
Det Nationale VidenCenter for e-læring er et videncenter for udvikling og formidling af viden om e-læringspædagogik. Centeret drives i et samarbejde mellem Erhvervsakademi Århus, Århus Købmandsskole og VIA University College med @ventures, Kompetencecenter for e-læring.

## E-læringsprisen
E-læringsprisen blev uddelt 2008-2010. af Det Nationale VidenCenter for e-læring med @ventures, Kompetencecenter for e-læring
Vindere:
- 2008 Søndervangsskolen for et mobilprojekt, der integrerer mobilen i undervisningen
- 2009 VIA Erhvervsuddannelser for en 3D-arbejdsplads i Second Life "Arbejdsmiljøuddannelse for lærlinge"[1]
- 2010 SDU for Innotour, et virtuelt samlingssted for studerende, undervisere, forskere og virksomheder med interesse for turisme og innovation